# Corneille de rivage
Corvus ossifragus
Espèce
Statut de conservation UICN

 LC  : Préoccupation mineure

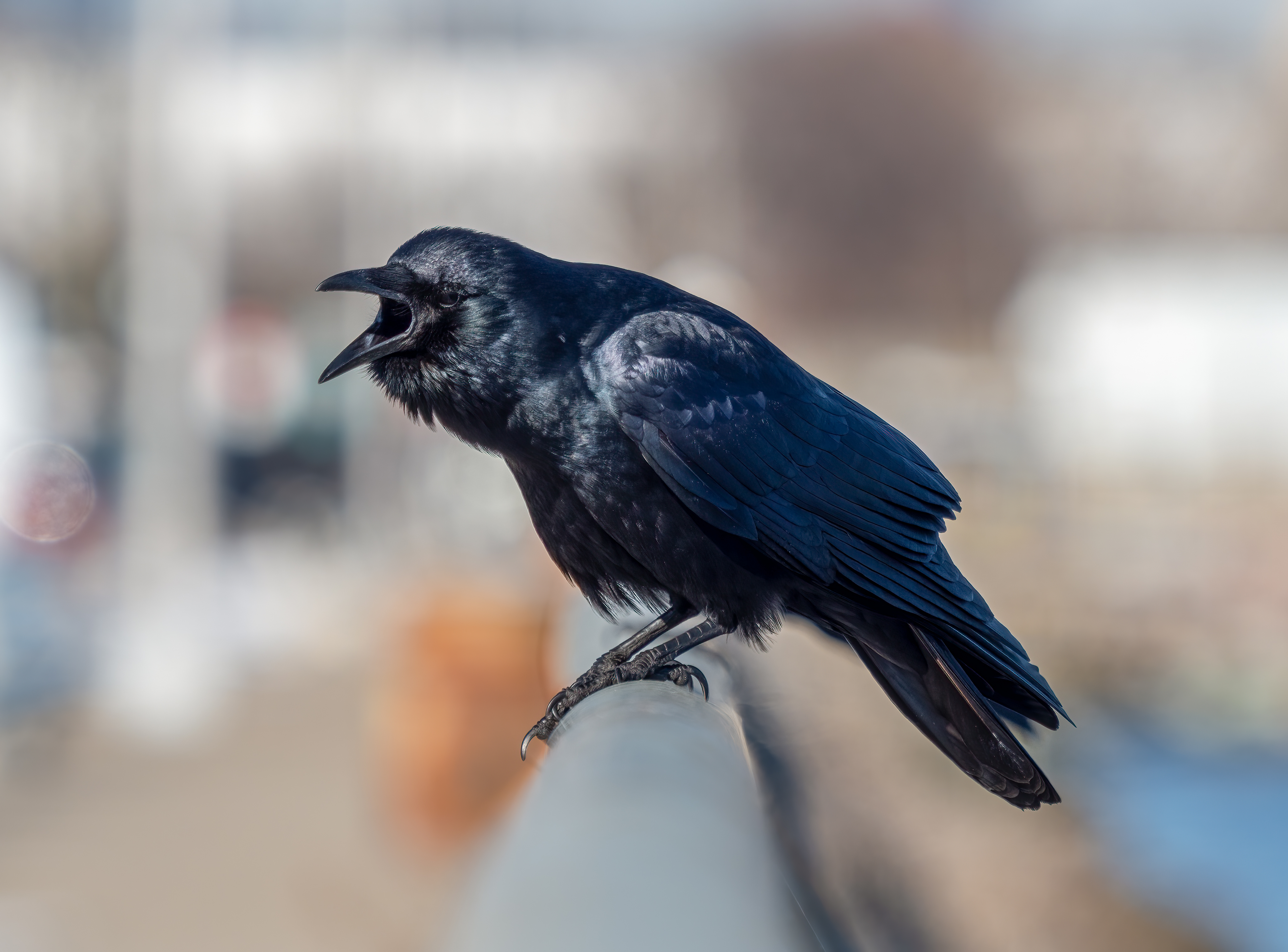
Une corneille de rivage à Red Hook, Brooklyn, New York, États-Unis. Février 2021.

La Corneille de rivage (Corvus ossifragus) est une espèce de passereau de la famille des Corvidae.
Ces oiseaux sont omnivores.

## Répartition
Cet oiseau peuple l'est des États-Unis (de la Nouvelle-Angleterre à l'est du Texas).